# Рашо Бабић
Рашо Бабић (Ратина код Краљева, 7. јула 1977) српски је фудбалски тренер и бивши професионални фудбалер.

## Трофеји и награде

### Екипно
Слога Краљево
- Српска лига Запад (2) : 2008/09,[13] 2010/11.[14]

### Појединачно
- Најуспешнији тренер Града Краљева за 2018.[15]